# ريلينيتوس دي بلاتانو
ريلينيتوس دي بلاتانو (بالإسبانية: Rellenitos de plátano)‏ وتعني «موز الجنة المحشو»، هو عبارة عن طبق من موز الجنة الحلو والمهروس محشو بخليط من الفاصوليا المقلية والشوكولاتة والقرفة. تُشكل القطع بشكل شبيه بالبيضة ثم تُقلى بالزيت العميق، ويتم تقديمها أما برش مدقوق السكر أو العسل على الوجه. وهي حلوى شائعة جداً في المطبخ الغواتيمالي.

## أصل الكلمة
يستخدم طبق الريلينيتوس دي بلاتانو اثنان من أكثر الأطعمة انتشاراً في الثقافة الأمريكية اللاتينية وهما الفاصولياء السوداء المعروفة بالإسبانية باسم «فريخوليس نيغروس» (frijoles negros)، وموز الجنة الناضج المعروف بـ«بلاتانوس» (plátanos). المقطع "Rellenito" يأتي من الفعل "rellenar" والذي يعني «لـ حشو» أو «ملء». واللاحقة "ito" تُستخدم في الإسبانية كصيغة تصغير. وبالتي تُترجم "Rellenitos de plátano" حرفياً إلى «موز الجنة المحشو قليلاً».

## طريقة التحضير
لتحضير الطبق يُقطع موز الجنة إلى قطع متوسطة الحجم وتُغلى مع القرفة حتى تصبح طرية. حالما تُصبح طرية وذلك يستغرق في العادة عشرة دقائق من الطهي تُرفع القطع من ماء الغلي، وتهرس حتى يصبح قوامها كالمعجون ومن ثم تُترك جانباً حتى تبرد. بعد أن يبرد يُشكل معجون الموز إلى قطع دائرية صغيرة الحجم وسميكة بواسطة اليد، مع جعل المنتصف أقل سمكاً ليشبه وعاء صغيرة، حيث توضع فيه الحشوة المكونة من الفاصوليا المقلية والشوكولاتة والقرفة. تُصنع الحشوة نفسها عن طريق تذويب الشوكولاتة الغواتيمالية أو شوكولاتة مايا في الماء ومن ثم إضافة الفاصوليا المقلية والقرفة. ومن ثم تُغلق العجينة عن طريقة طوي نهايتيها على بعضهما مكونة ما يشبه البيضة — حيث معجون موز الجنة هو القشر، وبداخله حشوة الفاصوليا السوداء والشوكولاتة والقرفة. من ثم تُقلى قطع الموز المحشي في زيت عميق في مقلاة حتى يصبح لونها ذهبياً-بنياً على جميع الجوانب. بشكل عام تُقدم إما برش مدقوق السكر أو العسل على الوجه.
تُقدم الريلينيتوس دي بلاتانو على مدار السنة وهو ما يكمن اعتباره طبقاً غواتيمالياً نموذجياً. وهو طبق غير مكلف للغاية وسهل التحضير.